# آلة دقيقة

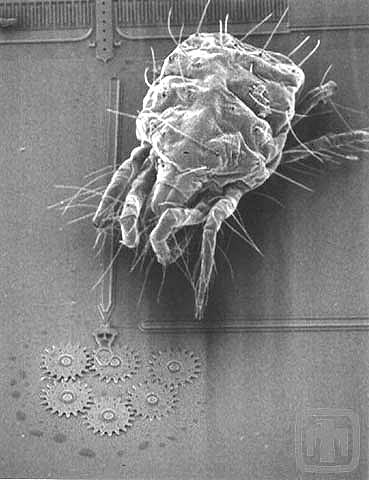

الآلات الدقيقة (بالإنجليزية: Micromachinery)‏هي كل الأجسام الآلية والتي تصنع بنفس طريقة تصنيع الدوائر المتكاملة. وبشكلٍ عامٍ تعتبر كل الأجسام التي يقع حجمها بين 100 بنانومتر إلى 100 ميكرومتر، ذلك على الرغم من أن تلك النقطة موضع جدل ونقاش. ومن أمثلة تطبيقات الآلات الميكروية أو الدقيقة،مقياس التسارع والذي يتولى فتح الوسادة الهوائية عندما يستشعر اصطدام السيارة بجسمٍ ما. كما تُعد الآلات المعقدة كالتروس والرافعات من الآلات الدقيقة.
و يتم تصنيع هذه الأجهزة من خلال استخدام واحداً من أحد الأسلوبين:
1. التصنيع الدقيق السطحي
2. التصنيع الدقيق الكتلي.

تعمل معظم الآلات الدقيقة كمحولات للطاقة؛ ولذا يجري توظيفها في العمل إما كمستشعرات أو مشغلات.
و تُحَوِّل المستشعرات المعلومات من البيئة إلى إشاراتٍ كهربائيةٍ قابلةٍ للتفسير. ويعد المستشعر الرنان الكيميائي أحد أمثلة المستشعرات الدقيقة. وهو عبارة عن جهاز ميكانيكي يهتز بقوةٍ ثابتةٍ على تيرةٍ واحدةٍ عن أي جهازٍ آخرٍ، وأن هذا التردد يطلق عليه تردد الصدى. وتكسو المستشعر الكيميائي طبقةً من البوليمر الخاص والذي يجذب الجزيئات ومنها الجمرة الخبيثة على سبيل المثال، وعندما تتصل تلك الجزيئات بالمستشعر، تتزايد كتلتها. وتغير الكتلة المتزايدة من تردد الصدى للجهاز الميكانيكي، والذي يتم التعرف عليه من خلال الدوائر.
في حين تُحَوِّل المشغلات الميكانيكية الإشارات الإلكترونية والطاقة إلى حركةٍ من نوعٍ ما. وتعد أشهر ثلاثة أنواعٍ من المشغلات المكيانيكية هي: الكهربائية الساكنة، الحرارية والمغناطيسية. وتستخدم المشغلات الكهروستاتيكية (الكهروساكنة) قوة الطاقة الكهربائية الاستاتيكية أو الساكنة لتحريك الأجسام. حيث يكون لعنصرين ميكانيكيين، أحدهما ثابت وهو (العضو الثابت) والآخر متحرك وهو (العضو الدوار) شحنتين مختلفتين، واللتين تنتجان حقلاً كهربائياً. ويتنافس الحقل مع قوةٍ مكتسبةٍ على العضو الدوار (و التي غالباً ما تكون قوة زنبرك ناتجة من ثني ومد العضو الدوار) بهدف تحريكه. وكلما ازدادت قوة المجال الكهربائي، زادت حركة العضو الدوار. في حين تستخدم المشغلات الحرارية قوة التمدد الحراري لتحريك الأجسام. حيث أنه عندما يتم تسخين مادةٍ ما، فهي تتمدد ويتزايد حجمها اعتماداً على خواص تلك المادة. ومن ثم يمكن توصيل جسمين ما بتلك الطريقة حيث يتم تسخين جسمٍ ما منهما أكثر من الآخر ومن ثم يتمدد أكثر منه، وعدم التوازن هذا ينتج الحركة. ويعتمد إتجاه تلك الحركة على الرابط أو الوصلة فيما بين الجسمين. ويمكن ملاحظة ذلك في (الهيتوتر)، وهو عبارة عن جسم على شكل حرف يو (U) ويكون إحدى ذراعيه عريض في حين يكون الذراع الآخر رفيع. وعندما يمر تيار عبر ذلك الجسم، تنتج الحرارة. وينجم عن ذلك أن يكون الذراع الرفيع أسخن من الذراع العريض بسبب أن لهما نفس كثافة التيار. وبما أن الذراعين متصلان من القمة، فإن تمدد الذراع الساخن يدفع به في إتجاه الذراع البارد. كما تستخدم المشغلات المغناطيسية الطبقات المصنعة المغناطيسية لإنتاج القوة.
و للقيام بعملية التشغيل الآلي الدقيق الكتلي، فإن المنطقة المطلوبة تعجن بالبورون بدرجةٍ عاليةٍ ويتم حفر السيليكون الغير مرغوب فيه في حفر السيليكون السائل. ويطلق على هذا الأسلوب (توقف الحفر) أو (etchstop) حيث أن عملية العجن بالبورون تنتج طبقة لا يمكن حفرها.

## وصلات خارجية
- معرض صور للآلات الدقيقة العاملة
- شركة ميكروماك الثالثة لصناعة الدقائق باليزر